# Język yamdena
Język yamdena, także yamden (a. jamdena, jamden) – język austronezyjski używany w prowincji Moluki we wschodniej Indonezji, na wyspie Yamdena w archipelagu wysp Tanimbar. Według danych z 1991 roku posługuje się nim 25 tys. osób.
Jego użytkownicy zamieszkują wschodnie wybrzeże wyspy Yamdena, wieś Latdalam (gdzie jest jednym z dwóch języków), a także wieś Adaut na wyspie Selaru. Dzieli się na dwa dialekty: północny (nus das), południowy (nus bab). Dialekt południowy ma charakter prestiżowy. Nie jest jasne, czy występuje między nimi wzajemna zrozumiałość.
Przypuszczalnie jest bliżej spokrewniony z językami onin, sekar i uruangnirin z Papui Zachodniej.
Jego użytkownicy posługują się także językiem indonezyjskim i malajskim ambońskim. Do zapisywania tego języka stosuje się alfabet łaciński.